# Battaglia di Minsk-Białystok
La battaglia di Minsk-Białystok fu il primo grande scontro tra truppe tedesche e sovietiche nelle fasi iniziali dell'operazione Barbarossa durante la seconda guerra mondiale. La battaglia, combattuta con grande asprezza e violenza dalle due parti, si concluse in pochi giorni con l'accerchiamento e la successiva distruzione della maggior parte delle numerose e ben equipaggiate forze sovietiche schierate in difesa della Bielorussia, colte di sorpresa dell'attacco tedesco ed entrate in combattimento nella confusione a causa degli ordini contraddittori dei comandi dell'Armata Rossa. La Wehrmacht ottenne un primo grande successo operativo e le potenti Panzer-Division poterono proseguire, dopo la chiusura della sacca a Minsk, direttamente verso la Dvina occidentale e il Dniepr, ma le forze di fanteria furono impegnate per molti giorni a schiacciare la disperata resistenza delle truppe accerchiate, subendo perdite impreviste. Questo tragico scontro terminò con la sanguinosa sconfitta delle truppe di prima linea sovietiche, ma evidenziò subito il carattere particolarmente violento e brutale della guerra all'est e la volontà di resistenza dell'avversario sovietico.

## L'offensiva del Gruppo d'armate Centro
(I carristi della 17. Panzer-Division alla vigilia dell'operazione Barbarossa)

### Avanzata a tenaglia
L'offensiva del Gruppo d'armate Centro del feldmaresciallo Fedor von Bock ebbe inizio alle ore 03.05 del 22 giugno a partire dai due fianchi dell'esposto saliente bielorusso difeso, con uno schieramento eccessivamente avanzato, dalle tre armate (3ª, 10ª e 4ª Armata) del Fronte occidentale del generale D.G.Pavlov. I due raggruppamenti corazzati assegnati al Gruppo d'armate, Panzergruppe 3 del generale Hermann Hoth e Panzergruppe 2 del generale Heinz Guderian, costituivano due potenti arieti strategici, schierati a nord e a sud del saliente ed equipaggiati con oltre 1 700 carri armati. Si trattava di alcune delle divisioni corazzate più esperte della Wehrmacht, veterane delle precedenti campagne e guidate da comandanti esperti di guerra con mezzi corazzati. Mentre tra gli 840 mezzi corazzati assegnati a Hoth, predominavano i carri di origine ceca (oltre 510 Panzer 38(t) nelle quattro Panzer-Division), affidabili ma non molto potenti, nel gruppo di Guderian (930 mezzi corazzati) erano presenti una maggioranza di Panzer III e Panzer IV ultimo modello (540 Panzer III e oltre 100 Panzer IV nelle cinque Panzer-Division) in grado di surclassare i modelli leggeri sovietici ed anche di sostenere il confronto con i nuovi carri medi nemici.

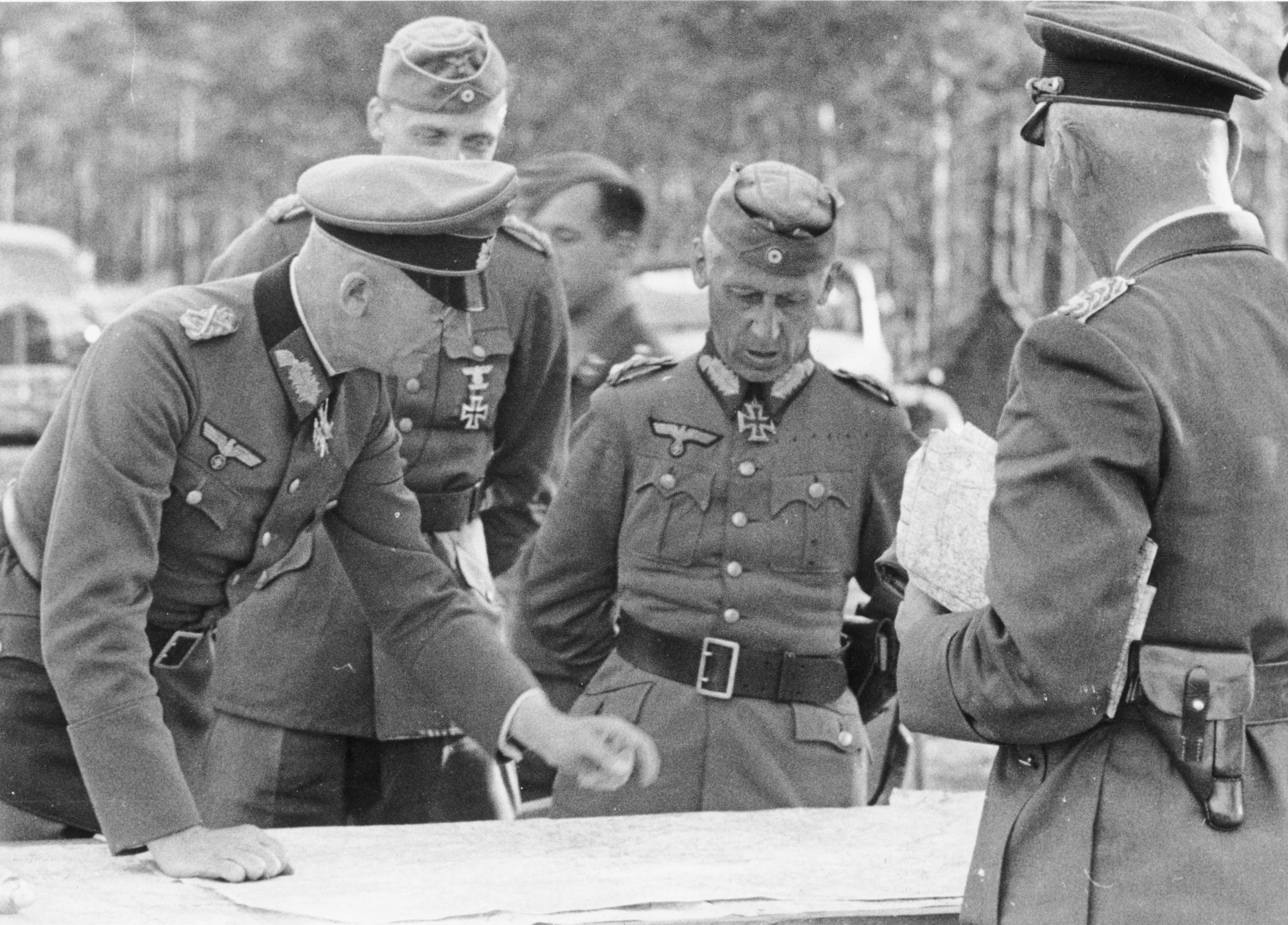
Il generale Hermann Hoth (Al centro della foto), comandante del Panzergruppe 3, a colloquio con il comandante del Gruppo d'armate Centro, feldmaresciallo Fedor von Bock.

L'attacco del Panzergruppe 3 del generale Hoth venne sferrato con quattro Panzer-Division divise nel 39º Panzerkorps del generale Rudolf Schmidt e nel 57º Panzerkorps del generale Adolf Kuntzen e inizialmente non venne intralciato dalla presenza di importanti corsi d'acqua; l'avanzata si sviluppò rapidamente, nonostante il terreno in parte boscoso e paludoso, e mise immediatamente in difficoltà le truppe di frontiera sovietiche colte di sorpresa e i primi reparti delle divisioni di fucilieri che stavano affluendo in prima linea. Inoltre l'avanzata, penetrando nel punto di congiunzione tra il Fronte Occidentale del generale D. G. Pavlov e il Fronte Nord-Occidentale del generale F. I. Kuznecov, creò subito un pericolo strategico per i sovietici: le due armate contigue, la 11ª Armata del generale Morozov e la 3ª Armata del generale V. I. Kuznecov, persero i collegamenti e, minacciate di aggiramento sui fianchi, iniziarono a ripiegare rispettivamente verso nord-est e verso sud-est, allontanandosi l'una dall'altra e ampliando sempre più l'area dello sfondamento dove stavano irrompendo i panzer del generale Hoth.
La 3ª Armata sovietica, aggirata sul suo fianco destro, venne anche attaccata frontalmente nell'area di Hrodna dalla fanteria dell'8º Corpo d'armata tedesco, dipendente dalla 9ª Armata del generale Adolf Strauss, e il generale V. I. Kuznecov si trovò ancor più in difficoltà: completamente privo di notizie da parte della 11ª Armata e totalmente all'oscuro della situazione della 10ª Armata del generale Golubev, schierata sulla sua sinistra, Kuznecov cercò di improvvisare un contrattacco con l'impiego delle sue riserve corazzate, raggruppate nell'11º Corpo meccanizzato del generale Mostovenko, equipaggiato in teoria con 360 mezzi corazzati, tra cui alcune decine di T-34.
Nonostante le difficoltà nel traffico a causa della carenza di strade e della presenza dei pesanti convogli dell'8° Fliegerkorps della Luftwaffe, i due Panzerkorps del generale Hoth marciarono il primo giorno direttamente fino al Niemen, ad oltre 80  km dalla frontiera, superando agevolmente la resistenza delle deboli divisioni di fucilieri della 11ª Armata (appartenente al Fronte Nord-Occidentale). Il 39º Panzerkorps del generale Schmidt si diresse sui ponti di Alytus, mentre il 57º Panzerkorps del generale Kuntzen avanzò verso Merkinė; i ponti rimasero intatti e i genieri sovietici presenti sul posto non ricevettero ordine di farli saltare in aria.
Nella giornata del 22 giugno la 5ª Divisione carri sovietica, distaccata dal 3º Corpo meccanizzato del Fronte Nord-Occidentale e dotata di carri moderni, cercò di sbarrare il passo alle due divisioni corazzate del 39º Panzerkorps ad Alytus, ma, attaccata dalla 7. Panzer-Division del generale Hans von Funck, aggirata a nord dalla 20. Panzer-Division del generale Horst Stumpff, e colpita pesantemente dagli attacchi aerei tedeschi, venne superata e decimata dopo una coraggiosa resistenza. Il giorno 23 giugno la 5ª Divisione carri sovietica era rimasta con solo 15 mezzi corazzati ancora in azione e la 7. Panzer-Division, poté impadronirsi, nonostante significative perdite, dei ponti e proseguire, insieme alla 20. Panzer-Division, oltre il Niemen direttamente verso Vilnius. Più a sud anche la 12. Panzer-Division del generale Josef Harpe e la 19. Panzer-Division del generale Otto von Knobelsdorff superarono il Niemen senza difficoltà a Merkinė e proseguirono verso est; la profonda penetrazione delle forze corazzate del generale Hoth metteva in grave pericolo le due ali del Fronte Nord-Occidentale e del Fronte Occidentale, allargando sempre più il varco nello schieramento sovietico.
Il Panzergruppe 2 del generale Guderian, il raggruppamento più potente dell'esercito tedesco con cinque divisioni corazzate e tre divisioni motorizzate suddivise in tre Panzerkorps, sferrò l'attacco poco dopo le ore 03.00 del mattino del 22 giugno lungo la linea del fiume Buh; le forze tedesche organizzarono una serie di colpi di mano per conquistare ponti strategici sul fiume e aprire la strada ai panzer, a nord e a sud della Fortezza di Brėst.